# Cannibal Holocaust
Cannibal Holocaust là một phim kinh dị ăn thịt người do Ruggero Deodato đạo diễn với kịch bản của Gianfranco Clerici và dàn diễn viên Carl Gabriel Yorke, Robert Kerman, Francesca Ciardi, Perry Pirkanen, và Luca Barbareschi. Chịu ảnh hưởng của đạo diễn phim Mondo Gualtiero Jacopetti, bộ phim được lấy cảm hứng từ báo chí phương Tây của Ý về vụ khủng bố Lữ đoàn Đỏ. Phần dẫn chuyện bao gồm các tin tức báo chí mà Deodato tin rằng sẽ được chuyển thể sân khấu, một ý tưởng đã trở thành một khía cạnh không thể tách rời của câu chuyện của bộ phim. Cannibal Holocaust được quay chủ yếu tại rừng mưa Amazon ở Colombia với các bộ tộc bản địa tương tác với các diễn viên người Mỹ và người Ý.
Bộ phim nói về câu chuyện của một nhân viên đoàn làm phim tài liệu bị mất tích khi đi đến Amazon gặp bộ tộc ăn thịt người. Một điệp vụ giải cứu, do nhà nhân chủng học Harold Monroe của Đại học New York dẫn đầu, thu hồi các thùng phim bị mất của đoàn làm phim, mà đài truyền hình Mỹ muốn phát sóng. Khi xem các cuộn phim, Monroe bị kinh hoàng với các hành động của nhóm, và sau khi tìm hiểu số phận của họ, anh phản đối ý định của đài để phát sóng phim tài liệu này. Việc trình bày cảnh quay bị mất của đoàn làm phim, hoạt động tương tự như kỹ thuật hồi tưởng về quá khứ, đã cách mạng hóa phong cách làm phim theo kiểu quay lại phim được tìm thấy. Phong cách này sau đó được phổ cập với phim The Blair Witch Project.
Cannibal Holocaust nổi bật với tai tiếng vì bạo lực trên phim gây ra nhiều tranh cãi. Sau khi ra mắt tại Ý, nó đã được lệnh bị thu giữ của một quan tòa địa phương, và đạo diễn Deodato đã bị bắt về những cáo buộc khiêu dâm. Ông sau đó đã bị cáo buộc làm một bộ phim snuff do tin đồn rằng một số diễn viên đã bị giết chết thực sự và việc giết người được quay tại chỗ. Mặc dù Deodato sau đó đã được tha, bộ phim đã bị cấm ở Ý, Úc và một số quốc gia khác do hình ảnh có tính bạo lực, mô tả tấn công tình dục và những miêu tả thực tế về ngược đãi động vật. Một số quốc gia đã từ bỏ lệnh cấm phim này, mặc dù lệnh cấm vẫn được duy trì ở một số quốc gia khác. Các nhà phê bình đã gợi ý rằng bộ phim là một bình luận về cuộc chiến giữa xã hội văn minh và xã hội không văn minh.